# Побит-Камык (Пазарджикская область)
Побит-Камык (болг. Побит камък) — село в Болгарии. Находится в Пазарджикской области, входит в общину Сырница. Население составляет 653 человека.
Село расположено в Западных Радопах на высоте 1271 м, на реке Доспат.

## История
Село расположено на севере историко-географического региона Чеч. Население в своей значительной части — помаки, а верующие — мусульмане.
Указом № 2294 от 26 декабря 1978 года был образован населённый пункт — село Побит-Камык. В 1979—1987 гг. село входило в общину Сырница, община включала кроме центра Сырницы, ещё и сёла Медени-Поляни и Побит-Камык. Указом государственного совета НРБ№ 3005 от 6 октября 1987 года община Сырница была упразднена, а её территория и населённые пункты включены в общину Велинград. Указом Президента Республики Болгария от 01.01.2015 г. была вновь образована община Сырница с административным центром в городе Сырница, включающая в себя также и сёла Медени-Поляни и Побит-Камык.
В 1995 году в селе выстроена мечеть.